# ボンダイ・ジャンクション (ニューサウスウェールズ州)

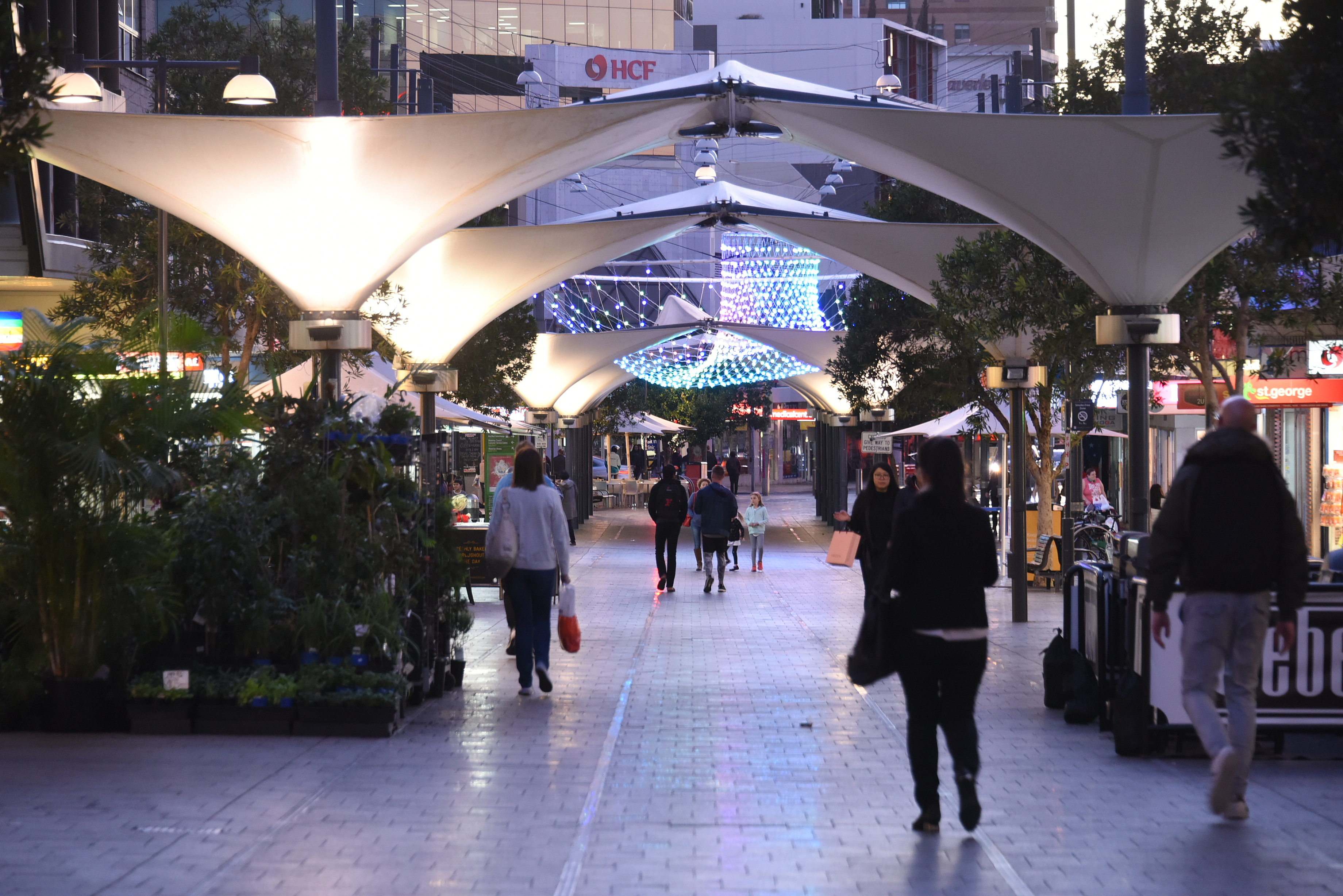
オックスフォードストリート・モール

ボンダイ・ジャンクション（Bondi Junction）は、オーストラリア・シドニー東部にある商業地。シドニー中心業務地区の東6kmに位置している。メインストリートであるオックスフォードストリートを軸として細長い市街地を形成している。大型スーパーや飲食店、映画館などが集積している。
かつてオックスフォードストリートには路面電車の線路が敷かれており、ボンダイビーチ方面とブロンテ方面に分かれる分岐が存在した。これが地名の由来となっている。路面電車は1960年に廃止となったが、代替として鉄道が建設され、1979年にボンダイ・ジャンクション駅が開業した。大規模なバスターミナルがあり、シドニー東部の公共交通のハブとして機能している。行政上はウェイヴァリー市の中にあり、市役所が立地している。